# كارلوس خوسيه سولورزانو
كارلوس خوسيه سولورزانو (بالإسبانية: Carlos José Solórzano Gutiérrez)‏ (و. 1860 – 1936 م) هو سياسي من نيكاراغوا ولد في ماناغوا.
وهو عضو في حزب محافظي نيكاراغوا .